# 열녀 의성김씨 정려
열녀 의성김씨 정려(烈女 義城金氏 旌閭)는 세종특별자치시 연서면 부동리, 오룡동마을에 있는 정려이다. 2014년 9월 30일 세종특별자치시의 향토문화유산 제27호로 지정되었다.